# Djedefra
Djedefra, o Djedefre (... – 2558 a.C.), è stato un faraone appartenente alla IV dinastia egizia.

## Biografia
Di Djedefra sappiamo molto poco. Il Papiro dei Re gli attribuisce un regno di soli otto anni, ma sono stati trovati riferimenti al suo undicesimo censimento del bestiame (riferimento usato per registrare gli anni di regno di un sovrano); se questi censimenti continuavano ad avvenire ogni due anni come sotto le dinastie precedenti, allora il regno di Djedefra sarebbe durato almeno 22 anni (11 se il censimento era diventato annuale).
Figlio di Cheope, sposò la sorellastra Hetepheres II, forse per rafforzare il proprio diritto al trono, essendo la madre solamente una moglie secondaria di Cheope.
Basandosi sul ritrovamento di sue statue spezzate volontariamente e di tentativi di abrasione del nome su alcuni monumenti, è stato ipotizzato che questo sovrano sia stato considerato un usurpatore e quindi condannato alla damnatio memoriae.Tale ricostruzione, che prevederebbe anche l'eliminazione del fratello Kawab, legittimo erede al trono, è però messa in dubbio dalla circostanza, comprovata da alcuni graffiti rinvenuti nelle fosse delle barche solari del padre, che sia stato appunto Djedefra a celebrare i riti funebri per il sovrano scomparso, circostanza che sembrerebbe ipotizzare una successione regolare.

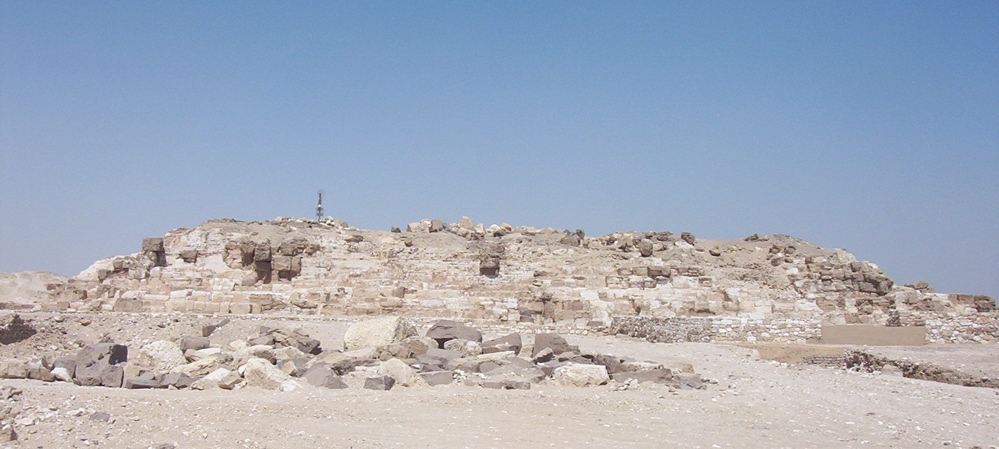
piramide di Abu Rawash

A Djedefra è attribuita una piramide ad Abu Rawash (circa 8 km a nord di Giza), scoperta nella prima metà del Novecento dall'archeologo francese Emile Chassinat. Chassinat, dopo aver scoperto le statue danneggiate e aver notato la grande quantità di blocchi calcarei e di granito di Assuan presenti sul sito, inferì che la piramide non fosse mai stata completata, o che addirittura fosse stata distrutta dalla stessa famiglia di Djedefra, come segno di vendetta per l'uccisione di Kawab. Oggi si tende a considerare la faida interna alla IV dinastia, ipotizzata da Chassinat e da altri egittologi del suo tempo, come frutto di un grossolano errore di interpretazione delle fonti, e la maggior parte degli archeologi è convinta che la piramide sia stata terminata, ma che fu smantellata in epoca romana per costruire altri edifici. La piramide, grazie al fatto di essere edificata in cima ad una collina, sarebbe stata alta 154 metri, 7 in più della piramide di Cheope. Anche i materiali utilizzati sarebbero stati più pregiati di quelli delle altre piramidi. L'edificazione avrebbe richiesto otto anni di lavoro e quindicimila persone. Nel complesso quindi sarebbe stata la più imponente piramide egizia mai costruita, anche se resta il mistero del perché non sia nominata nelle fonti preromane.
Il prenomen Djedefra viene da taluni letto come Radjedef in quanto l'uso di anteporre, nella scrittura dei nomi, i glifi inerenti alla divinità, sarebbe entrato nell'uso posteriormente.
Questo sovrano fu il primo, a quanto sappiamo, ad introdurre il titolo di Sa Ra (figlio di Ra).

## Liste Reali
| N5 | R11 | f |

| N5 | R11 | f |

| N5 | R11 | f |

| N5 | R11 | f |

| N5 | R11 | f |

| N5 | R11 | f |

| N5 | R11 | f |

| N5 | R11 | f |

| N5 | R11 | R11 | f |

| N5 | R11 | R11 | f |

| N5 | R11 | R11 | f |

| N5 | R11 | R11 | f |

| N5 | R11 | R11 | f |

| N5 | R11 | R11 | f |

| N5 | R11 | R11 | f |

| N5 | R11 | R11 | f |

| HASH |

| HASH |

| HASH |

| HASH |

| HASH |

| HASH |

| HASH |

| HASH |

## Titolatura
| G5 |

| G5 |

| L1 |

| L1 |

| L1 |

| L1 |

| L1 |

| L1 |

| L1 |

| L1 |

| G16 |

| G16 |

| L1 | m |

| L1 | m |

| G8 |

| G8 |

| G5 · G5 · G5 · S12 |

| G5 · G5 · G5 · S12 |

| M23 · X1 | L2 · X1 |

| M23 · X1 | L2 · X1 |

| N5 | R11 | f |

| N5 | R11 | f |

| N5 | R11 | f |

| N5 | R11 | f |

| N5 | R11 | f |

| N5 | R11 | f |

| N5 | R11 | f |

| N5 | R11 | f |

| G39 | N5 |

| G39 | N5 |

| N5 | R11 | R11 | f |

| N5 | R11 | R11 | f |

| N5 | R11 | R11 | f |

| N5 | R11 | R11 | f |

| N5 | R11 | R11 | f |

| N5 | R11 | R11 | f |

| N5 | R11 | R11 | f |

| N5 | R11 | R11 | f |

## Datazioni alternative
| Autore        | Anni di regno         |
| ------------- | --------------------- |
| von Beckerath | 2556 a.C. - 2547 a.C. |
| Malek         | 2526 a.C.- 2518 a.C.  |